# アトランタ市長
アトランタ市長（英語: Mayor of Atlanta）は、アメリカ合衆国のジョージア州アトランタの市長である。

## 歴史
市長の任期は最初は1年であったが、キケロ・ハンモック市長の2期目（1875年 - 1877年）の時に市憲章の改正が行われて2年となり、1929年の市憲章改正で現行の4年となった。当記事の一覧には市長の所属政党が記載されているが、公式には市長選挙の立候補者は無所属ということになっている。最近の候補者は主に民主党員が多い。

## 一覧
| 氏名                                 | 着任         | 離任         | 政党                 | 備考                 |
| ------------------------------------ | ------------ | ------------ | -------------------- | -------------------- |
| モーゼス・フォームウォルト           | 1848年       | 1849年       | Free and Rowdy Party |                      |
| ベンジャミン・ボーマー               | 1849年       | 1850年       | Free and Rowdy Party |                      |
| ウィリス・ビューエル                 | 1850年       | 1851年       | Free and Rowdy Party |                      |
| ジョナサン・ノークロス               | 1851年       | 1852年       | Moral Party          |                      |
| トマス・フォートソン・ギブズ         | 1852年       | 1853年       |                      |                      |
| ジョン・ミムズ                       | 1853年       | 1853年       |                      | 病気により辞任       |
| ウィリアム・マーカム                 | 1853年       | 1854年       |                      | 特別選挙により選出   |
| ウィリアム・バット                   | 1854年       | 1855年       |                      |                      |
| アリソン・ネルソン                   | 1855年       | 1855年       | 民主党               | 辞任                 |
| ジョン・グレン                       | 1855年       | 1856年       |                      | 市長代行             |
| ウィリアム・エザード                 | 1856年       | 1858年       | 民主党               | 連続2期（第1・2期）  |
| ルーサー・グレン                     | 1858年       | 1860年       |                      | 連続2期              |
| ウィリアム・エザード                 | 1860年       | 1861年       | 民主党               | 第3期                |
| ジャレッド・ウィテカー               | 1861年       | 1861年       |                      | アメリカ連合国に参加 |
| トーマス・ロウ                       | 1861年       | 1862年       |                      | 市長代行             |
| ジェームズ・カルフーン               | 1862年       | 1866年       |                      | 連続4期              |
| ジェームズ・E ・ウィリアムズ         | 1866年       | 1869年       | 民主党               | 連続2期              |
| ウィリアム・ハルゼイ                 | 1869年       | 1870年       | 民主党               |                      |
| ウィリアム・エザード                 | 1870年       | 1871         | 民主党               | 第4期                |
| デニス・ハモンド                     | 1871年       | 1872年       | 急進派共和党         |                      |
| ジョン・H・ジェイムズ                | 1872年       | 1873年       | 民主党               |                      |
| キケロ・C・ハンモック                | 1873年       | 1874年       |                      | 第1期                |
| S・B・スペンサー                     | 1874年       | 1875年       | 民主党               |                      |
| キケロ・C・ハンモック                | 1875年       | 1877年       |                      | 第2期                |
| Nedom L. Angier                      | 1877年       | 1879年       | 共和党               |                      |
| ウィリアム・ラウンズ・カルフーン     | 1879年       | 1881年       |                      |                      |
| ジェームス・W・イングリッシュ        | 1881年       | 1883年       |                      |                      |
| ジョン・B・グッドウィン              | 1883年       | 1885年       |                      | 第1期                |
| ジョージ・ヒリヤー                   | 1885年       | 1887年       |                      |                      |
| ジョン・タイラー・クーパー           | 1887年       | 1889年       |                      |                      |
| ジョン・トマス・グレン               | 1889年       | 1891年       |                      |                      |
| ウィリアム・ヘンフィル               | 1891年       | 1893年       |                      |                      |
| ジョン・B・グッドウィン              | 1893年       | 1895年       |                      | 第2期                |
| ポーター・キング                     | 1895年       | 1897年       |                      |                      |
| チャールズ・コリアー                 | 1897年       | 1899年       |                      |                      |
| ジェームズ・G・ウッドワード          | 1899年       | 1901年       |                      | 第1期                |
| リビングストン・ミムス               | 1901年       | 1903年       | 民主党               |                      |
| エヴァン・ハウエル                   | 1903年       | 1905年       |                      |                      |
| ジェームズ・ G・ウッドワード         | 1905年       | 1907年       |                      | 第2期                |
| W・R・ジョイナー                     | 1907年       | 1909年       |                      |                      |
| ロバート・マドックス                 | 1909年       | 1911年       |                      |                      |
| コートランド・ウィン                 | 1911年       | 1913年       |                      |                      |
| ジェームズ・G・ウッドワード          | 1913年       | 1917年       |                      | 連続2期（第3・4期）  |
| エイサ・グリッグス・キャンドラー     | 1917年       | 1919年       |                      |                      |
| ジェームズ・L・キー                  | 1919年       | 1923年       |                      | 連続2期（第1・2期）  |
| ウォルター・シムズ                   | 1923年       | 1927年       | 民主党               | 連続2期              |
| アイザック・ニュートン・ラグスデール | 1927年       | 1931年       |                      |                      |
| ジェームズ・L・キー                  | 1931年       | 1937年       |                      | 連続2期（第3・4期）  |
| ウィリアム・B・ハーツフィールド      | 1937年       | 1941年       | 民主党               | 第1期                |
| ロイ・ルクロウ                       | 1941年       | 1942年       |                      | 従軍のため離任       |
| ジョージ・B・ライル                  | 1942年       | 1942年       |                      | 市長代行             |
| ウィリアム・B・ハーツフィールド      | 1942年       | 1962年       | 民主党               | 連続5期（第2-6期）   |
| アイヴァン・アレン・ジュニア         | 1962年       | 1970年       | 民主党               | 連続2期              |
| サム・マッセル                       | 1970年       | 1974年       | 民主党               |                      |
| メイナード・ジャクソン               | 1974年       | 1982年       | 民主党               | 連続2期（第1・2期）  |
| アンドリュー・ヤング                 | 1982年       | 1990年       | 民主党               | 連続2期              |
| メイナード・ジャクソン               | 1990年       | 1994年       | 民主党               | 第3期                |
| ビル・キャンベル                     | 1994年       | 2002年1月7日 | 民主党               | 連続2期              |
| シャーリー・クラーク・フランクリン   | 2002年1月7日 | 2010年1月4日 | 民主党               | 連続2期              |
| カシム・リード                       | 2010年1月4日 | 2018年1月2日 | 民主党               | 連続2期              |
| ケイシャ・ランス・ボトムズ           | 2018年1月2日 | 2022年1月3日 | 民主党               |                      |
| アンドレ・ディケンズ                 | 2022年1月3日 | （現職）     | 民主党               |                      |